# 敖德萨圣母升天主教座堂

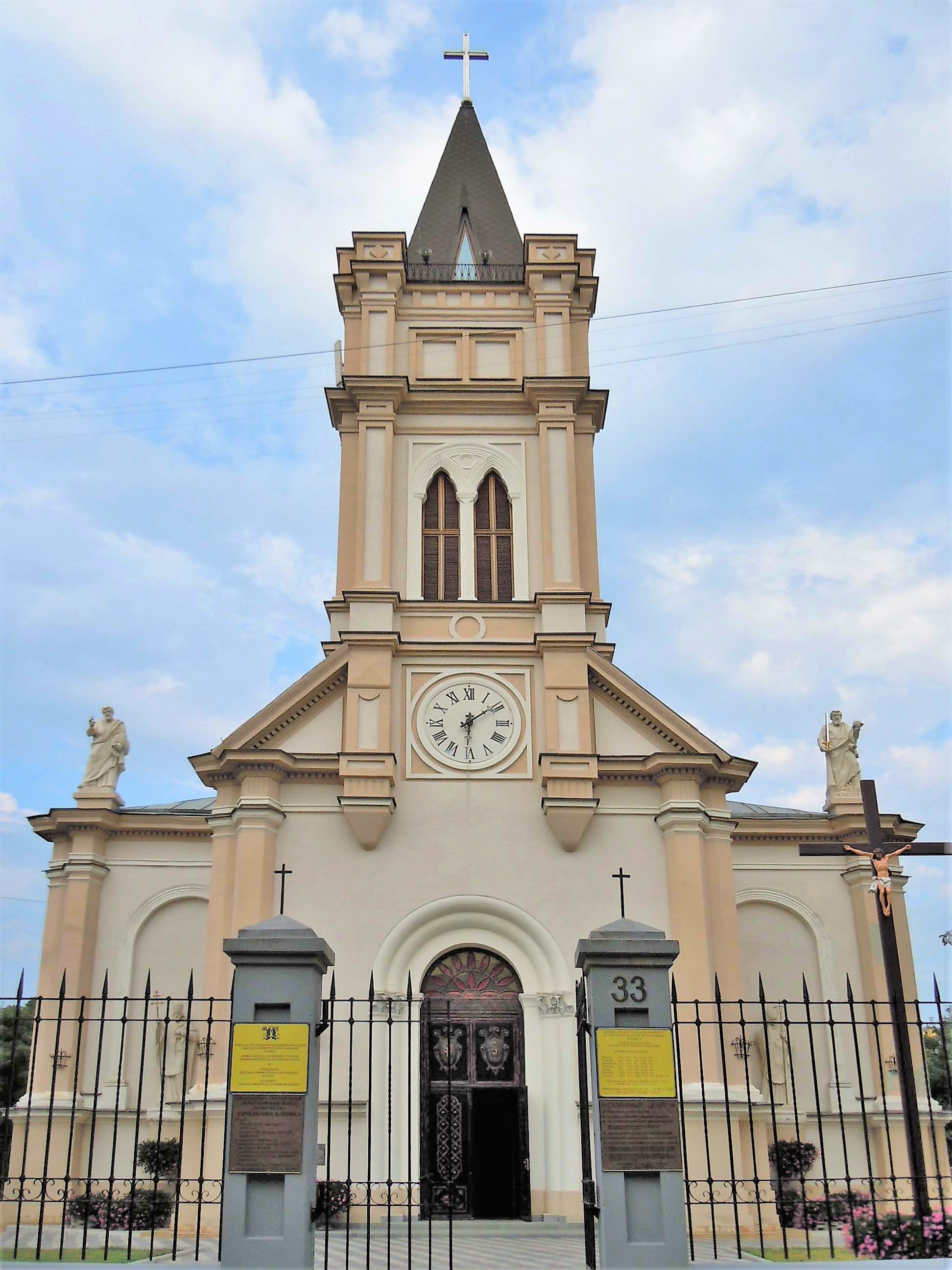

敖德萨圣母升天主教座堂（烏克蘭語：Кафедральний собор Успіння Пресвятої Діви Марії）是一座罗马天主教主教座堂，位于乌克兰敖德萨，由当地的波兰和德国天主教徒于1844年至1853年期間兴建，由波兰建筑师Feliks Gąsiorowski设计。
1935年，教堂和波兰学校关闭。在1941年至1944年德国占领期间交还给信徒。1949年苏联当局再次并最终关闭了教堂，改为体育馆，内部被毁。1991年教堂重建，经费几乎完全来自波兰信徒捐款。到2002年成为新成立的天主教敖德萨-辛菲罗波尔教区的主教座堂。目前，信息使用乌克兰语，弥撒使用乌克兰语，俄语和波兰语。